# Tron (hacker)
Tron (Gropiusstadt (Berlijn), 8 juni 1972 - Berlijn, 22 oktober 1998) was een Duitse hacker. Tron was het pseudoniem van Boris Floricic. Zijn nickname verwijst naar een personage uit de film Tron van Disney. Tron was student informatica en overleed in 1998 onder merkwaardige omstandigheden. Hij werd op 22 oktober 1998, enkele dagen na vertrek uit zijn ouderlijk huis, opgehangen aan een broekriem aangetroffen in een park.

## Levensbeschrijving
Tron groeide op met zijn moeder in Gropiusstadt in het zuiden van Berlijn. Van jongs af aan was hij geïnteresseerd in technische vakken. Zijn prestaties in andere schoolvakken waren middelmatig. Na de middelbare school volgde hij een beroepsopleiding van 3,5 jaar tot communicatie-elektronicus aan de Technische Universiteit van Berlijn. In 1997 ontwikkelde hij een nieuwe techniek voor spraakcodering via ISDN-telefoons die hij 'Cryptophon' noemde. Hij ontwikkelde die in het kader van zijn afstudeeropdracht informatica.
Na zijn afstuderen solliciteerde Tron bij ten minste één bedrijf, maar hij werd niet aangenomen. In zijn vrije tijd hield hij zich bezig met onder andere een voortzetting van zijn afstudeerwerk. Ook werkte hij aan het kraken van beveiligingssystemen. Op een besloten mailinglist van betaal-TV-hackers schreef Tron dat hij zich interesseerde voor onder andere microprocessors, programmeertalen, allerlei elektronica, digitale radio en datacommunicatie, vooral om zogeheten veilige systemen te kraken. In die periode zou hij ook zijn benaderd door criminelen en veiligheidsmensen.
Tron was ook bezig met het kraken van telefoonkaarten. Met zo'n vooruitbetaalde telefoonkaart kon gebeld worden uit publieke telefoons in bijvoorbeeld telefooncellen. Tron was enkele jaren voor zijn dood de eerste die het Duitse telefoonkaartsysteem wist te kraken. Hij maakte een simulatie van een telefoonkaart. Deze simulatie werd door vele kaarttelefoons geaccepteerd alsof het een echte kaart was, en kon zo gebruikt worden voor gratis telefoongesprekken. Tron probeerde echter niet om hier geldelijk gewin uit te halen. Hij wilde alleen het systeem kraken. Tegelijkertijd werden andere versies door criminelen op grote schaal gebruikt. Deutsche Telekom kwam erachter en paste de telefoons aan. Tron probeerde vervolgens op 3 maart 1995 samen met een vriend een telefoon te ontmantelen om uit te zoeken hoe de modificatie was uitgevoerd. Ze werden opgepakt door de politie. Tron werd veroordeeld tot 15 maanden celstraf, die in een voorwaardelijke straf werd omgezet.

## Na zijn overlijden
Tron werd op 22 oktober 1998, enkele dagen na vertrek uit zijn ouderlijk huis, opgehangen aan zijn broekriem aangetroffen in een park. Officieel werd als doodsoorzaak zelfmoord vastgesteld. Toen hij zijn huis verliet had hij echter zijn laptop nog aan laten staan. Het lijk werd pas enkele dagen later aangetroffen en hij was ook gezien in het gezelschap van twee mannen. De vrienden van Tron uit de Chaos Computer Club, zijn familie en sommige buitenstaanders zijn ervan overtuigd dat hij vermoord is. Alle speculaties over de dood van Tron inspireerden Burkhard Schröder tot het schrijven van een reconstructie, Tron : Tod eines Hackers. Schröder concludeerde dat het toch zelfmoord moest zijn, onder andere omdat Tron depressief zou zijn geweest.
De ouders van Tron wilden niet dat hun achternaam in de Duitse media zou verschijnen, waar hij meestal 'Boris F.' heette. In sommige media, zoals in Computerwoche van december 1998 en in een artikel in The Guardian van 2002, werd echter wel de volledige naam vermeld. Ook op Wikipedia verscheen in 2005 de naam van Tron voluit.
Op 13 januari 2006 werd de oprichter van Wikipedia, Jimmy Wales, aangeklaagd door de ouders van Tron, omdat diens naam voluit gepubliceerd is in deze online encyclopedie. Andere Duitse media vermeldden de naam niet voluit op verzoek van de familie. Het is niet waarschijnlijk dat een Duitse rechter een inwoner van de Verenigde Staten, als Jimmy Wales, kan veroordelen. Bovendien is de privacywetgeving in de VS heel anders dan in Duitsland. Op 14 januari 2005 leek de Engelstalige Wikipedia in eerste instantie gezwicht te zijn voor de Duitse censuur. Het Engelstalige Wikipedia-lemma met de volledige naam van Tron werd op 13 januari 2006 verwijderd. De pagina vermeldde de tekst 'Deze pagina is verwijderd en mag niet opnieuw aangemaakt worden zonder goede reden daartoe'. Later werd het artikel teruggeplaatst, maar met als titel Tron (hacker) Op de doorverwijspagina 'Tron' stond de naam op dat moment nog wel voluit geschreven. Ook op de Duitstalige Wikipedia bleef het artikel in stand. Het Nederlandstalige artikel is eveneens van titel gewijzigd.
De vordering van de rechtbank werd eerst per abuis geadresseerd aan Sint-Petersburg in Rusland, in plaats van aan Saint Petersburg, Florida. Dit werd vijf dagen later gecorrigeerd. Het is overigens onduidelijk hoe een Duitse rechtbank het vonnis kan uitvoeren in de Verenigde Staten.

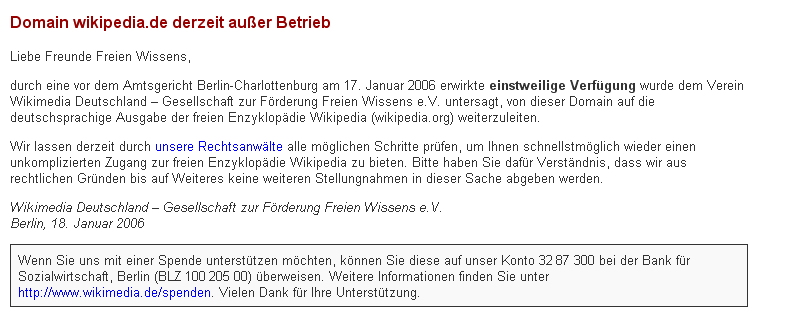
Website Wikipedia.de op 19 januari 2006, gericht aan "Beste vrienden van de vrije kennis"

Op 17 januari 2006 oordeelde de Duitse rechter na een kort geding dat de plaatselijke Duitse Wikimedia-afdeling niet meer verbonden mocht zijn met de Duitstalige Wikipedia. Daardoor werd de inhoud van de pagina http://www.wikipedia.de/ veranderd, zodat http://de.wikipedia.org/ niet meer via dat adres bereikbaar was. Deze voorlopige voorziening had te maken met de zaak rond Tron. Begin februari werd dat vonnis door een andere rechtbank herroepen. De ouders van Tron kondigden aan daartegen in beroep te zullen gaan.
Andy Müller-Maguhn, een van de zegslieden van de Chaos Computer Club, gaf in een interview met het Oostenrijkse online tijdschrift Futurezone aan dat de zaak te maken heeft met een roman van een Duitse auteur, waarin de naam Boris Floricic voluit werd geschreven. De ouders eisten dat de uitgever de naam zou verwijderen, maar dit mislukte omdat de rechtbank stelde dat de naam ook op de Duitse Wikipedia te vinden was. Daarop vroeg Maguhn aan de Duitse Wikipedia om de naam te verwijderen, maar dit werd afgewezen.